# 神聖同盟 (1684年)
1684年的神聖同盟（拉丁語：Sacra Ligua）是教宗依諾增爵十一世在大土耳其戰爭期間主導的聯盟，目的在於聯手對抗鄂圖曼土耳其帝國。此次同盟最初成員包含教宗國、哈布斯堡皇帝利奧波德一世統治的神聖羅馬帝國、波蘭立陶宛聯邦的揚三世·索別斯基以及威尼斯共和國，俄羅斯沙皇國則於1686年加入。這次同盟維持到1699年，簽訂《卡洛維茨條約》結束戰爭後終結。
組建同盟的的過程中，教宗依諾增爵十一世得到方濟嘉布遣會修士馬可·德阿維亞諾的協助，布遣會在保衛維也納上也做出重大貢獻。促成聯盟創建的事件及1683年的維也納之戰，被拍成了電影《圍城之日：1683年9月11日》。